# Vermiculiet
Het mineraal vermiculiet is een magnesium-ijzer-aluminium-fyllosilicaat, een verbinding van fyllosilicaationen met magnesium, ijzer, aluminium en twee hydroxylgroepen  met molecuulformule
(Mg,Fe2+,Al)3(Al,Si)4O10(OH)2·4(H2O)2.
De naam is van het Latijnse vermiculus afgeleid, dat larve of made betekent. Als het materiaal boven 870 oC wordt verhit, verandert de structuur in lange dunne wormpjes. De oorzaak hiervan is dat het mineraal water bevat, dat door de verhitting verdampt, waardoor het kristalrooster uiteenvalt met die wormen als resultaat.
Vermiculiet is een fyllosilicaat, binnen de kleimineralen een smectiet, het is gehydrateerd en het lijkt door de gelaagde structuur op mica. Vermiculiet heeft geen duidelijke kleur of is groen of grijswit en het heeft een groenwitte streepkleur. Het heeft een monoklien kristalstelsel en het heeft een perfecte splijting volgens kristalvlak [001]. De massadichtheid is 640 tot 1120 kg/m3 voor ruwe vermiculiet, 64 tot 160 kg/m3 voor sterk verhitte vermiculiet, de hardheid is 1,5 tot 2 en het is niet radioactief.

## Winning

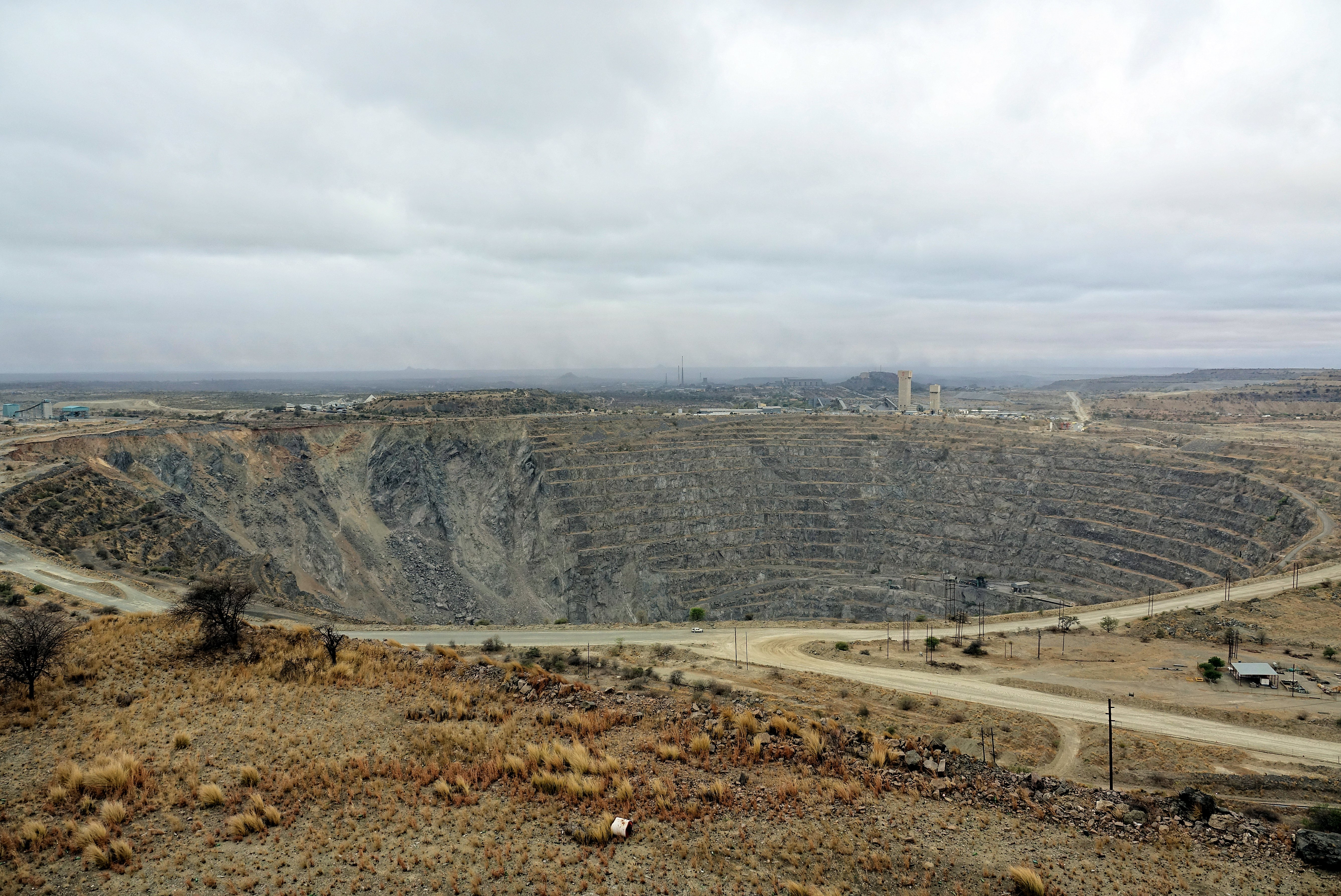
Mijn in Phalabowra

De eerste poging om het materiaal winstgevend te winnen was in 1915 in Colorado, maar dat mislukte. De eerste succesvolle mijn was in Libby, in Montana, in 1923. Deze mijn bleef in stand tot 1990, nadat ontdekt was dat het gewonnen materiaal een schadelijke vorm van asbest bevatte.
De grootste mijn is in Phalabowra in Zuid-Afrika, in gebruik vanaf 1938. Het mineraal wordt ook gewonnen in de Australië, Brazilië, China, Japan, Rusland, de VS en Zimbabwe. Het winnen gebeurt in een open mijn, met explosieven.
In 1999 werd geschat dat er zich nog rond de 50 miljoen ton vermiculiet in mijnen bevond.

### Gezondheidsaspecten
Bij de omzetting van het kristallijne materiaal naar de verweerde vorm kan kwartsstof vrijkomen, dat wanneer het wordt ingeademd schadelijk is voor de gezondheid en silicose kan veroorzaken.
Daarnaast kan het ruwe materiaal in sommige mijnen asbest in verschillende vormen en hoeveelheden bevatten. Dat heeft zich in Libby voorgedaan. Er was nog veel schadelijk grijs asbest, tremoliet, in de directe omgeving van de mijn aanwezig. Er werd daarom in 1999 met een grote schoonmaakactie begonnen om het asbest uit de omgeving te verwijderen en in de mijn terug te storten. Deze operatie was in 2020 voor het grootste deel voltooid.

## Gebruik
Vermiculiet wordt gebruikt om zijn brandwerende, temperatuurbestendige en -isolerende eigenschappen, laag gewicht, en vloeistofabsorberende eigenschappen en chemische inertie. In zijn 'gepofte' vorm na verhitting is de dichtheid zeer laag, zodat het goed kan worden gebruikt voor bodemverbetering, isolatie en voor lichte (beton)constructies. Het wordt in gemalen vorm gebruikt als toevoeging in onder meer inkt en kunststoffen. Het wordt tevens gebruikt om planten op artificiële bodems te telen en ook om dahlia's in de winter droog op te slaan.